# Classic rock
Formatul Classic Rock a fost descoperit la începutul anului 1980. Primul post de radio care a abordat acest format și a apelat la termenul de classic rock în direct a fost KRBE-AM din Houston în anul 1983. Directorul acestui post de radio, Paul Christy a modelat formatul astfel încât să difuzeze muzică rock de la începuturile acestui gen muzical, difuzând muzică de pe albumurile anilor 1960-1970. Rock-ul classic se întinde până la începutul anului 1980 cu adăugiri a genului Hair metal care a fost recent considerat ca fiind parte a rock-ului classic. Unele posturi de radio sunt reticente în difuzarea ultimelor descoperiri ale acestui gen muzical. Acest format muzical se adresează în mare partea adulților, mai mult decât adolescenților, deși acest stil se dovedește atractiv și altor vârste destul de fragede. După 1990, rockul clasic și-a extins aria muzicală, incluzând glam metal și progressive rock. Creatorii acestor genuri de muzică nou apărute sunt incluși în ultimul deceniu al rock-ului și sunt difuzați la posturi de radio recent apărute, precum XM Classic Rewind, iar artiștii tradiționali ai rock-ului classic sunt difuzați pe posturi de radio, precum XM Classic Vinyl. Chiar și cele mai recente posturi de radio evită să difuzeze muzica anilor 1990, alternative rock și grunge, deoarece acestea reprezintă schimbări tranșante a stilului rock. Active rock reprezintă un format radio care întrunește atât rock-ul classic al începuturilor, cât și rock-ul ultimelor două decenii. Classic hits este acel format radio care aduce laolaltă stilul tradițional classic rock și ultima parte a tradiționalelor oldies.